# Most autostradowy nad Odrą niedaleko Starego Bogumina
Most autostradowy nad Odrą niedaleko Starego Bogumina – most drogowy nad rzeką Odrą położony niedaleko Starego Bogumina, na granicy administracyjnej miast Bogumin i Ostrawa, w Czechach. Most usytuowany jest na 368,62 kilometrze autostrady D1, mającej w tym miejscu po dwa pasy ruchu w każdą stronę. Obiekt powstał w latach 2005–2007 i został oddany do użytku 1 grudnia 2007 roku, wraz z całym odcinkiem autostrady od Gruszowa do Bogumina (obok drugiego mostu przebiegającego nad Odrą i Jeziorem Antoszowickim była to największa budowla powstała na tym odcinku). Długość mostu wynosi 282,9 m. Autostrada poprowadzona została na dwóch równoległych, położonych tuż obok siebie platformach o szerokości 12,6 oraz 12,5 m. Długość poszczególnych przęseł mostu wynosi kolejno 40, 50,5, 84,5, 50,5 oraz 40,0 m.